# 6時間後に君は死ぬ
『6時間後に君は死ぬ』（ろくじかんごにきみはしぬ）は、高野和明作の連作小説。講談社刊。
非日常の未来がなぜか見えてしまう「予言者」山葉圭史が、様々な事情で未来を思い煩う女性たちと何らかの形で関わりながら、それぞれが前向きに生きていく手助けをする物語。
2008年9月にWOWOWの「ドラマW」で映像化された。

## テレビドラマ
2008年9月28日に、WOWOWの「ドラマW」で放送された。映像化にあたって、連作集の第一話「6時間後に君は死ぬ」と最終話「3時間後に僕は死ぬ」を一本の作品とし、前半は小中和哉、そして、後半は原作者の高野和明自身が監督を務めている。

### キャスト
- 山葉圭史：塚本高史
- 原田美緒：真木よう子
- 沢木刑事：沢村一樹
- 沼田：田中卓志（アンガールズ）
- 手塚祐介：小澤征悦
- 松田大吾：渡辺哲
- 藤堂重久：加藤武

### スタッフ
- 総合演出：小中和哉
- 監督：「6時間後に君は死ぬ」小中和哉、「3時間後に僕は死ぬ」高野和明
- 脚本：高野和明
- 音楽：遠藤浩二
- プロデューサー：井上衛、小澤俊晴

## 映画
2024年の韓国映画。韓国を舞台に映画化された。主演はNCTのジェヒョン。日本では2025年5月16日に公開。